# Montaspre (Cornellà del Terri)
El Montaspre és una serra situada als municipis de Sant Julià de Ramis a la comarca del Gironès i de Cornellà del Terri a la del Pla de l'Estany, amb una elevació màxima de 203 metres.